# Yu Chui Yee
Yu Chui Yee (1984) es una deportista hongkonesa que compitió en esgrima en silla de ruedas. Ganó once medallas en los Juegos Paralímpicos de Verano entre los años 2004 y 2016.

## Palmarés internacional
| Juegos Paralímpicos | Juegos Paralímpicos     | Juegos Paralímpicos | Juegos Paralímpicos              |
| Año                 | Lugar                   | Medalla             | Prueba                           |
| ------------------- | ----------------------- | ------------------- | -------------------------------- |
| 2004                | Atenas (Grecia)         | Medalla de oro      | Florete individual A             |
| 2004                | Atenas (Grecia)         | Medalla de oro      | Espada individual A              |
| 2004                | Atenas (Grecia)         | Medalla de oro      | Florete por equipos              |
| 2004                | Atenas (Grecia)         | Medalla de oro      | Espada por equipos               |
| 2008                | Pekín (China)           | Medalla de oro      | Florete individual A             |
| 2008                | Pekín (China)           | Medalla de plata    | Espada individual A              |
| 2012                | Londres (Reino Unido)   | Medalla de oro      | Florete individual A             |
| 2012                | Londres (Reino Unido)   | Medalla de oro      | Espada individual A              |
| 2012                | Londres (Reino Unido)   | Medalla de bronce   | Espada por equipos clase abierta |
| 2016                | Río de Janeiro (Brasil) | Medalla de plata    | Florete individual A             |
| 2016                | Río de Janeiro (Brasil) | Medalla de plata    | Espada por equipos               |